# بی‌تا
بی‌تا فیلمی ایرانی به کارگردانی هژیر داریوش و نویسندگی گلی ترقی که در سال ۱۳۴۹ ساخته و در سال ۱۳۵۱ اکران شد. این فیلم محصول مشترک رادیو تلویزیون ملی ایران و شرکت سینمایی فانوس خیال است.

## خلاصه
بیتا به پدر بیمار خود علاقه دارد ولی مادرش به آنها بی اعتناست. بیتا به شدت عاشق یک روزنامه‌نگار روشنفکر (کوروش) است اما این عشق یک طرفه است و کورش علی‌رغم تلاشهای بیتا می‌گوید به هیچ عنوان قصد ازدواج ندارد. با مرگ پدر و ناپدید شدن کورش، دنیای بیتا تیره می‌شود و تن به ازدواجی اجباری می‌دهد. به‌طور تصادفی کورش را دوباره پیدا می‌کند اما کورش آخرین امید بیتا را از بین می‌برد بیتا شیدا و آوارهٔ خیابان می‌شود.

## بازیگران
اسامی بازیگران فیلم بی‌تا به شکل* و ترتیب نمایش در عنوان‌بندی آغازین فیلم   :
| شمارگان | بازیگران        | نقش‌ها              | گویندگان        | توضیحات          |
| ------- | --------------- | ------------------ | --------------- | ---------------- |
| ۱       | گوگوش           | بی‌تا               | زهره شکوفنده    |                  |
| ۲       | سنا ضیائیان     | کوروش سینا         | خسرو خسروشاهی   |                  |
| ۳       | مهین شهابی      | مادر بی‌تا          | سیمین سرکوب     |                  |
| ۴       | مهری رحمانی     | سیما               | بدری نوراللهی   |                  |
| ۵       | پروانه معصومی   | منیژه، نامزد کوروش | نجمی وثوقی      |                  |
| ۶       | صادق توکلی      |                    |                 |                  |
| ۷       | اکبر زنجانپور   | همسر بی‌تا          | پرویز ربیعی     |                  |
| ۸       | عزت‌الله انتظامی | پدر بی‌تا           | عزت‌الله انتظامی | و                |
| ۹       | هژیر داریوش     | نویسنده،‌ کتابفروش  | ابوالحسن تهامی  | در تیتراژ نیامده |
| ۱۰      | هوشنگ کاووسی    |                    | باقر توکلی      | در تیتراژ نیامده |
| ۱۱      | روح‌الله مفیدی   | آخوند مراسم ترحیم  |                 | در تیتراژ نیامده |

فیلم بی‌تا با مدیریت ابوالحسن تهامی در استودیو راما دوبله شد. سازنده‌ و گوینده آنونس فیلم نیز ابوالحسن تهامی بود که با همکاری مهدی رجاییان ساخته شد. دیگر گویندگان فیلم در نقشهای فرعی شامل: ایرج ناظریان (قصاب)، محمد بهره‌مندی، حیمد منوچهری و منصور غزنوی بودند.

## نمایش فیلم
فیلم بی‌تا برای بار نخست در تاریخ چهارشنبه ۲۹ آذر ۱۳۵۱ خورشیدی در سینما کاپری تهران به نمایش درآمد. این فیلم جایگزین فیلم‌ پستچی (داریوش مهرجویی) در سینما کاپری شد.
نمایش فیلم بی‌تا، پس از حدود ۸ هفته نمایش (۵۴ روز) در تهران، در سینما کاپری تهران، در تاریخ چهارشنبه ۲۲ بهمن ۱۳۵۱ مصادف با ایام سوگواری محرم پایان می‌یابد.  و در این مدت حدود هشتصد و هفتاد و پنج هزار تومان می‌فروشد. پس از ایام سوگواری محرم در تاریخ ۲۸ بهمن ۱۳۵۱، نمایش فیلم چشمه ( آربی اوانسیان) جایگزین فیلم بیتا در سینما کاپری می‌شود.

## تولید فیلم
- برای بازیگر مرد در مقابل نقش گوگوش، هیچ‌کدام از بازیگران سرشناس آن زمان حاضر به ایفای این نقش نشدند و در نهایت این نقش به سنا ضیائیان کارمند رادیو تلویزیون ملی ایران، که هیچ سابقه بازیگری نداشت واگذار شد. با اینکه این موضوع تا همیشه مورد انتقاد گوگوش بوده‌است، اما او فیلم بی‌تا را بهترین فیلم دوران بازیگری خود می‌داند.

- اوایل پاییز ۱۳۴۹: فیلم در تهران کلید می‌خورد.
- اوایل زمستان ۱۳۴۹: پایان فیلم‌برداری
- محل فیلم‌برداری: آپارتمانی در خیابان محمودیه تهران. محل زندگی هژیر داریوش و گلی ترقی و داریوش مهرجویی در طبقه دیگر[۸].
- صحنهٔ آخر این فیلم بی‌تا در قسمت تدوین و صدا گذاری تغییر یافته است. در داستان اصلی بیتا به زندگی‌ خود پایان می‌دهد ولی‌ در نسخه نهایی فیلم، بیننده شاهد سرنوشت تلخ بیتا و ادامه زندگی‌ اوست
- در مسیر تولید فیلم، نام فیلم از بی‌تا به «خورشید و خاک» تغییر یافت ولی در نهایت با نام بی‌تا منتشر شد.
- ۴ نفر از بازیگران بی‌تا، اولین فعالیت جدی بازیگری خود را در این اثر تجربه کرده‌اند: ۱- پروانه معصومی ۲- اکبر زنجان‌پور ۳- سنا ضیائیان و ۱۴- هوشنگ کاووسی
- در آگهی تبلیغاتی فیلم آمده بود: «اگر از تماشای فیلم‌های غیرمعمول سینمای ایران لذت نمی‌برید، تمنا می‌شود از مشاهده فیلم ما خودداری کنید.»[۸]
- ‏با وجود اینکه موسیقی متن را چکناواریان ساخته بود، ولی هژیر داریوش، فضای فیلم را مرهون آهنگ «سوزان» کوئن می‌دانست.[۸]

## جوایز و جشنواره‌ها

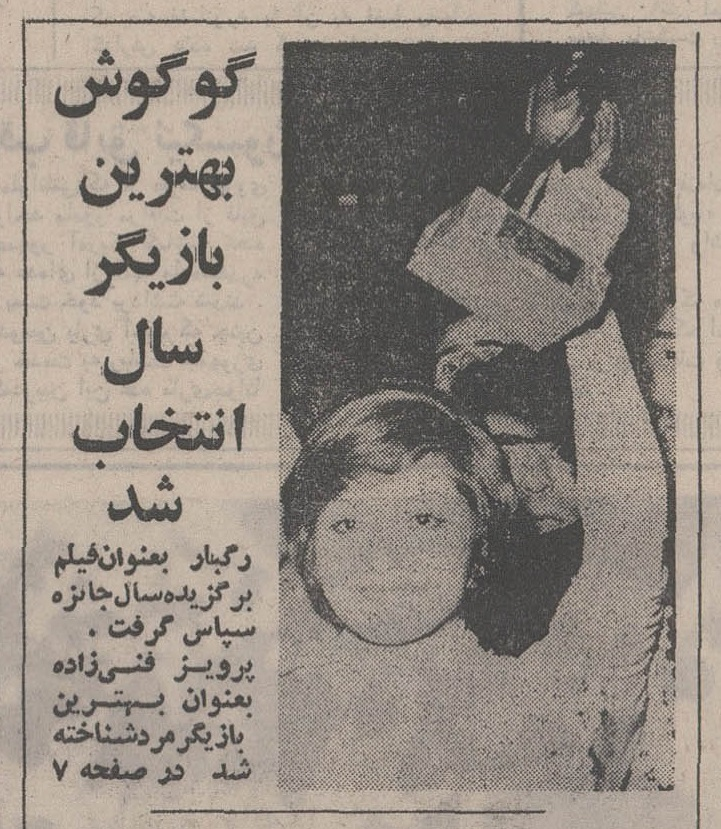
گوگوش، برندهٔ بهترین بازیگر نقش اول زن جشنوارهٔ سپاس

در سال ۱۳۵۲، فیلم بی‌تا با ورود به بخش مسابقه‌ی پنجمین جشنواره سینمایی سپاس در رقابت با ۵ فیلم دیگر موفق به دریافت جوایز زیر شد:
- جایزهٔ سپاس طلا بهترین بازیگر نقش اول زن برای بازی در فیلم بی‌تا به گوگوش
- جایزهٔ سپاس نقره دومین فیلم برگزیده سال به مفهوم مطلق به هژیر داریوش

## عوامل فیلم
- كارگردان: هژیر داریوش
- دستيار كارگردان: گلنار افضل
- تداوم (منشی صحنه): محمد تهامی[نژاد]

گروه تهیه‌
- تهیه‌کننده: هژیر داریوش
- مدیر تهیه: حمید مبیّن
- با همکاری دانشجویان مدرسه عالی تلویزیون و سینما (دستیاران تهیه):            علی تدین، مصطفی مومن‌زاده، محمد ملک‌زاده و محمد‌حسین زربخش

گروه فیلمبرداری
- فیلمبردار: هوشنگ بهارلو
- دستیار فیلمبردار: کریم دوامی
- عكاس: کیومرث درم‌بخش

گروه صدا
- ضبط و میکس صدا: محسن کلهر
- افکتهای صوتی و تدوین صدا: عباس گنجوی
- سرپرست گویندگان: ابوالحسن تهامی

تدوین: طلعت میرفندرسکی
گریم: ملیحه خصالی
عنوان‌بندی: مرتضی ربیعی
لابراتوار فیلم رادیو تلویزیون ملی ایران
گروه فنی و تدارکات
- امور فنی: ناصرالدین شهراد
- امور فنی برق: محمود نثاری